# سجي إريس

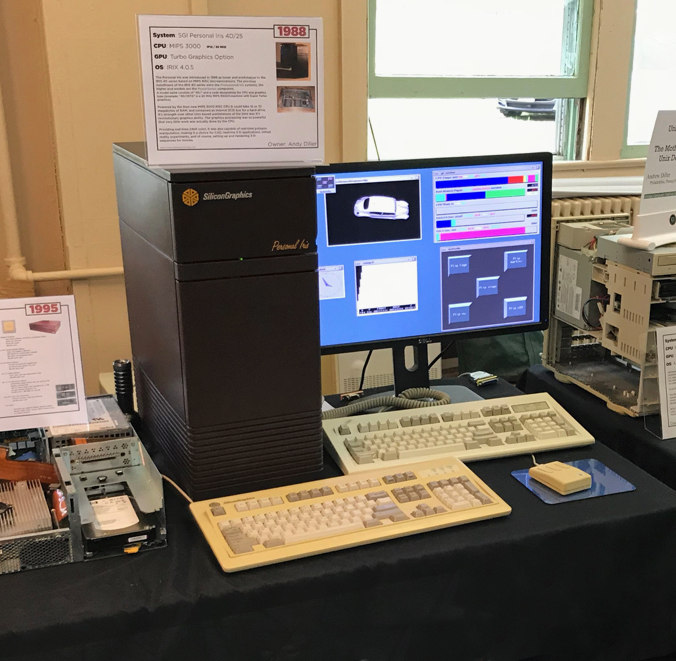
جهاز SGI Personal Iris running IRIX

سجي إريس (بالإنجليزية: SGI IRIS) كان اسم سلسلة منتجات «أجهزة كمبيوتر طرفية» (بالإنجليزية: terminals) و«محطات عمل حاسوبية» (بالإنجليزية: workstation) من سيليكون غرافيكس في الثمانينات. واستخدمت فيها في البداية سلسلة معالجات من «عائلة موتورولا 68000» (بالإنجليزية: Motorola 68000 series)، ثم استُخدمت بعد ذلك الجيل المبكر من معالجات ميبس (بالإنجليزية: MIPS processors).

## الاسم
SGI اختصار لاسم شركة «سيليكون غرافيكس العالمية» Silicon Graphics International.

## وصلات خارجية
- IRIS 1000.
- IRIS 2000.
- IRIS 3000.